# Península de Rapperswil
Península de Rapperswil (en alemán: Halbinsel von Rapperswil) es una península situada en Rapperswil en el noreste de la costa del Lago Zúrich en el país europeo de Suiza. En el noroeste se encuentra la Kempratnerbucht (bahía de Kempraten).
Kapuzinerkloster Rapperswil (monasterio de los capuchinos), el castillo de Rapperswil y la ciudad de Rapperswil se encuentran en esta península rocosa; en el alemán hablado en Suiza se le suele llamar Endingen en su lado occidental bajo, Lindenhof en su parte occidental y Herrenberg en su cima oriental.